# Stazione di Liège-Guillemins
Liège-Guillemins (in lingua italiana stazione di Liegi-Guillemins) è la stazione ferroviaria principale della città belga di Liegi.
La stazione è stata progettata dall'architetto Santiago Calatrava.